# Кревкёр, Жак де
Жак де Кревкёр (фр. Jacques de Crèvecœur; ум. ранее 1441) — бургундский военачальник, участник Столетней войны.

## Биография
Сын Жана IV (ум. 1402), по прозвищу «Фламенк», сеньора де Кревкёр и де Туа, и Бланш де Савёз (ум. 1406), дамы де Беллуа, Вилье и Юбермон.
Рыцарь, советник и камергер короля Франции и герцога Бургундии, в 1418 году был назначен Робером де Савёзом на должность капитана Компьена, захваченного бургундцами. Не смог удержать город, и был взят в плен арманьяками. Был освобожден после заключения договора в Труа. 
В 1421 году участвовал в осаде Сен-Рикье и бою под Амьеном, а в 1423 году в битве при Монс-ан-Вимё и новом занятии Компьена. В 1428 году назначен английским королем на пост губернатора города Клермон и графства Клермон-ан-Бовези, в 1430 году оборонял их вместе со своим младшим братом Жаном де Кревкёром от войск маршала де Буссака, до подхода частей графа Хантингдона и бастарда де Сен-Поля.
В 1433 году на капитуле в Дижоне Филипп III Добрый принял Жака де Кревкёра в число рыцарей ордена Золотого руна. Вскоре он был отправлен послом к королю Англии с предложением мира между двумя королевствами, а затем участвовал в 1435 году в подписании Аррасского договора.
В следующем году принимал участие в осаде Кале, а затем во всех бургундских военных экспедициях против англичан, в том числе в военных действиях в Нормандии.
В 1439 году по поручению герцога вместе с графиней Намюрской встречал в Камбре Екатерину Французскую, дочь Карла VII, невесту графа де Шароле.

## Семья

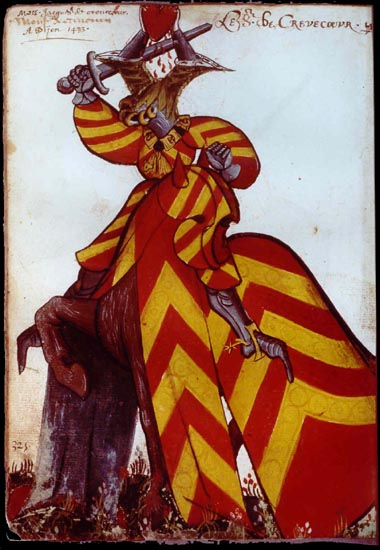
Жак де Кревкёр. Большой рыцарский гербовник ордена Золотого руна

1-я жена: Бонна де Лавьевиль, дама де Тьен и де Калонн, дочь Жана де Лавьевиля, сеньора де Тьен, и Маргариты, дамы де Ла-Вакери
Дети:
- Антуан де Кревкёр (ум. 1493), сеньор де Кревкёр, сенешаль и губернатор Арраса, великий ловчий Франции. Жена 1) (1448): Жанна де Бернёй (ум. 1472), дочь Жана де Бернёя и Иды д'Абвиль; 2): Маргарита де Латремуй, дочь Жана II де Латремуя, барона де Ду, и Маргариты де Конте
- Жаклин де Кревкёр. Муж: Жан д'Анже, сеньор де Жанлис

2-я жена: Маргарита де Латремуй, дама д'Экёрд (де Кёрд), дочь Жана I де Латремуя, барона де Ду, и Жанны де Креки, вдова Филиппа дю Бо-Аннекена. Овдовев, приобрела 10 июля 1441 сеньорию Корд, или Кёрд, у Бернара, сеньора де Шатовилена, и его жены Жанны де Ве
Сын:
- Филипп де Кревкёр (ум. 1494), сеньор д'Экёрд и де Ланнуа, маршал и великий камергер Франции. Жена: Изабо д'Оси, дочь Жана IV д'Оси и Жанны де Флави